# Universidad de Georgia
La Universidad de Georgia es la institución de enseñanza superior más grande del estado estadounidense de Georgia. Localizada en la ciudad de Athens en el estado de Georgia, aproximadamente 70 millas (112 km) al noreste de Atlanta, fue la primera universidad comisionada como pública estatal en los Estados Unidos y es considerada como una "public Ivy".
En 2005 la revista U.S News & World Report la catalogó como la número 19 en la lista de las 50 mejores universidades públicas por sexto año consecutivo (referencia abierta). La universidad de Georgia también está catalogada como la número 58 en el total general de universidades públicas y privadas en los Estados Unidos. Hasta noviembre de 2007 es la universidad más grande del sistema universitario de Georgia con alrededor de 32.510 (2007) estudiantes.

## Historia
La universidad de Georgia fue fundada el 27 de enero de 1785, por la Asamblea General del estado de Georgia, la cual le había dado a sus custodios, el llamado Senatus Academicus de la universidad de Georgia, 40,000 acres (160 km²) con el propósito de fundar un “colegio o seminario de aprendizaje.” El Senatus Academicus estaba compuesto por la junta de visitantes y la junta de custodios incluyendo al senado de Georgia, quien gobernaba a ambas juntas.
Porciones de la tierra proporcionada para su funcionamiento fueron vendidas para recolectar $7,463.75 dólares en 1798, y 2 de julio de 1799, el Senatus Academicus se reunió en Louisville donde decidió oficialmente comenzar la labor de la universidad.
La primera reunión de la junta de custodios tuvo lugar en Augusta el 13 de febrero de 1786. En esta reunión se eligió como el primer presidente de la universidad al señor, Abraham Baldwin, proveniente del estado estadounidense de Connecticut y graduado de la Universidad de Yale. En esta reunión también se adjudicaron los 633 acres (2.6 km²) en las laderas del río Oconee sobre los cuales la universidad fue construida.
Las primeras clases tuvieron lugar en 1801, en el Franklin College of Arts and Sciences; nombrado en honor a Benjamin Franklin; bajo la dirección del presidente Josiah Meigs; La universidad graduó su primera promoción el 31 de mayo de 1804.

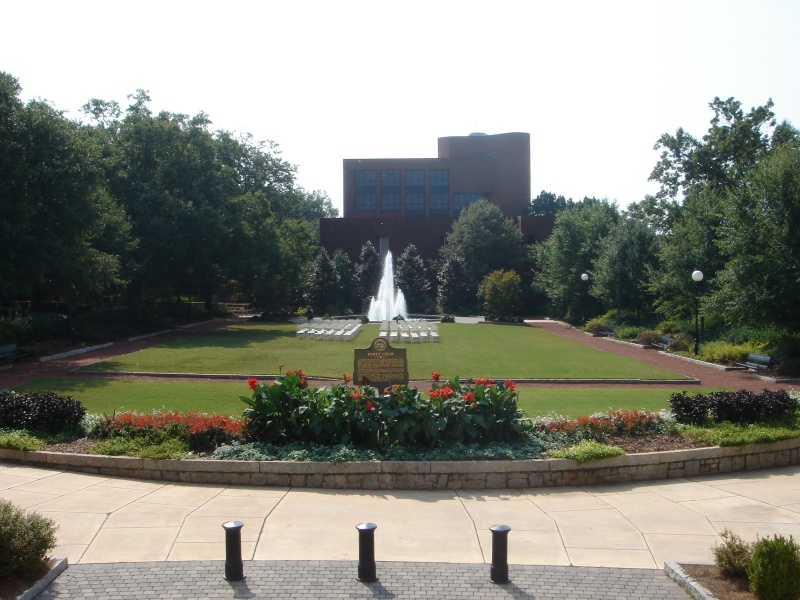
Herty Field, en el centro del North Campus, fue el primer campo local de fútbol americano de la universidad.

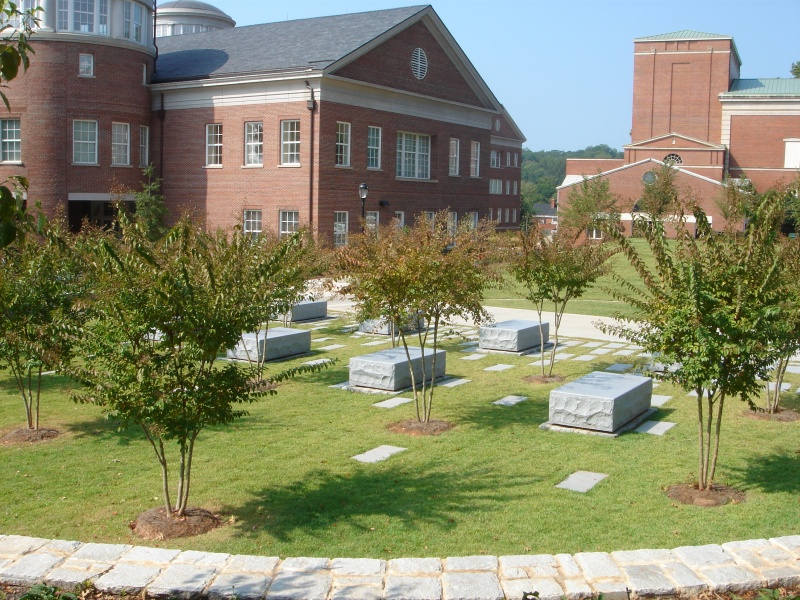
El SLC y el jardín memorial.

## Organización y facultades
La universidad cuenta con 14 Colleges y Escuelas:
- Franklin College of Arts and Sciences - desde 1801
- College of Agricultural and Environmental Sciences - desde 1859
- School of Law - desde 1859
- College of Pharmacy - desde 1903
- D.B. Warnell School of Forest Resources - desde 1906
- College of Education - desde 1908
- Graduate School - desde 1910
- C. Herman and Mary Virginia Terry College of Business - desde 1912
- Henry W. Grady College of Journalism and Mass Communication - desde 1915
- College of Family and Consumer Sciences - desde 1933
- College of Veterinary Medicine - desde 1946
- School of Social Work - desde 1964
- College of Environment and Design - desde 1969
- School of Public and International Affairs - desde 2001